# South Sugar Creek Township (Missouri)
South Sugar Creek Township est un ancien township, situé dans le comté de Randolph, dans le Missouri, aux États-Unis,.
Le township est baptisé en référence au cours d'eau Sugar Creek (en).

### Source de la traduction
- (en) Cet article est partiellement ou en totalité issu de l’article de Wikipédia en anglais intitulé « South Sugar Creek Township, Randolph County, Missouri » (voir la liste des auteurs).